# Bunny's Honeymoon
Bunny's Honeymoon è un cortometraggio muto del 1913 diretto da Wilfrid North.

## Trama
Dopo che suo padre le ha proibito tassativamente di sposare il fidanzato perché è uno che ama un po' troppo l'alcool, Valeria si rivolge a Bunny per chiedere il suo appoggio. A Bunny viene l'idea di turlupinare il giovane ubriacone facendogli credere di essersi sposato, in preda all'ebbrezza alcoolica, con una vedova cicciona e piena di figli. Il ragazzo è spaventato e non si rende conto che la supposta moglie non è altri che lo stesso Bunny travestito da donna. Dopo una notte piena di incubi, il giovane si sveglia e giura alla fidanzata che non toccherà più un bicchiere in vita sua.

## Produzione
Il film fu prodotto dalla Vitagraph Company of America.

## Distribuzione
Distribuito dalla General Film Company, il film - un cortometraggio in una bobina - uscì nelle sale cinematografiche statunitensi il 7 aprile 1913.